# Plagiaulax becklesii
Plagiaulax becklesii és una espècie extinta de mamífer multituberculat de la família dels plagiaulàcids que visqué a Europa durant el Cretaci inferior, fa entre 139,1 i 141 milions d'anys. Se n'han trobat restes fòssils a la formació de Lulworth (Regne Unit). Es tracta de l'única espècie del gènere Plagiaulax. El nom genèric Plagiaulax significa ‘solc oblic’, en referència als solcs d'aquest tipus que tenia a les dents premolars, mentre que el nom específic becklesii li fou assignat en honor del «caçadinosaures» britànic Samuel Beckles.